# جیسن کی
جیْسن کِیْ (به انگلیسی: Jason Kay) که بیشتر با نام جِیْ کِیْ شناخته می‌شود خواننده، ترانه‌سرا و آهنگ‌ساز انگلیسی است. او بیشتر به عنوان عضو اصلی گروه خودش با نام جَمیراکُوای شهرت دارد.
۱۵۹ هفته حضور در جدول پرفروش‌ترین تک‌آهنگ‌های بریتانیا، ۲۳۲ هفته حضور در جدول پرفروش‌ترین آلبوم‌های بریتانیا، فروش بیش از بیست میلیون نسخه آلبوم در سطح جهانی، برگزاری ۵ تور بزرگ در ۳۸ کشور و دریافت جوایز معتبر صنعت موسیقی مانند ام‌تی‌وی اواردز، گرمی و آیور نوولو حاصل همکاری او با جمیراکوای مابین سال‌های ۱۹۹۲ تا ۲۰۰۶ بوده‌است.

## درباره
جیسن کِی زادهٔ ۳۰ دسامبر ۱۹۶۹ در استرتفورد منچستر است. مادر جیسن کارن کِی خوانندهٔ سبک جَز بود که بیشتر در نایت کلابها برنامه اجرا می‌کرد و در دههٔ ۷۰ میلادی اجرای یک برنامه تلویزیونی را هم بر عهده داشت و پدرش لوئیس سیلوریا موسیقیدان اهل کشور پرتغال بود. او دوران کودکی و نوجوانی‌اش را نزد مادر و ناپدری‌اش-جیمز رویال- گذراند و اولین بار در سال ۲۰۰۳ با پدر واقعی‌اش ملاقات کرد.
جیسن در ۱۵ سالگی خانهٔ پدری را ترک کرد و تا مدتی بی‌خانمان بود. در آن دوره به خاطر ارتکاب تعدادی جرم کوچک، مشکلات قانونی برای‌اش ایجاد شد. مدتی بعد و طی حادثه‌ای که نزدیک بود به مرگ‌اش منجر شود، مورد ضرب و شتم قرار گرفت و به‌خاطر جرمی که مرتکب نشده بود بازداشت شد. در پی این اتفاق جیسن تصمیم گرفت به خانه بازگردد و پس از آن بود که به شکل جدی به موسیقی روی‌آورد.

## جَمیراکُوای
جیسن در سال ۱۹۹۲ به همراه تابی اسمیت(کیبورد)، استوارت زندر(باس)، نیک ون گلدر(درامز) و والیس بوچانان(دیجریدو) جَمیراکُوای را بنیان گذاشتند. آن‌ها جزو اولین گروه‌هایی هستند که از ترکیب عناصر موسیقی الکترونیک، فانک، سول و هیپ‌هاپ با جَز در شکل گیری اسید جَز نقش مهمی ایفا کردند. اولین آلبوم جَمیراکُوای با نام Emergency on Planet Earth که در سال ۱۹۹۳ روانهٔ بازار شد از نمونه‌های اولیه و جزو آلبوم‌های کلیدی اسید جَز به‌شمار می‌آید.